# Peter Forchhammer
Peter Forchhammer er en dansk erhvervsmand. Han var med i milliardærklubben sammen med fire andre rigmænd.
Forchhammer stiftede sammen med Aldo Petersen og Erik Winther i 1980'erne investeringsselskabet Dansk Formueforvaltning. Selskabet blev blandt andet kendt med sloganet "Hop med på Formueekspressen".
Han stiftede også sammen med Aldo Petersen i 1987 selskabet Telepartner A/S, der senere skiftede navn til Euro909 og i 1997 blev noteret på Nasdaq, og senere igen skiftede navn til Eurotrust. Ved børsnoteringen steg aktiekursen kraftigt, og afkastet var flere hundrede procent.
Forchhammer investerede en del af pengene i Nordsjællands Sommerpark, der havde formået skabe et underskud på 150 mio. Flere personer advarede Forchhammer om købet, men da han fik prisen på forlystelsesparken ned fra 28 til 14 mio. købte han den. Han investerede yderligere penge i parken for at forbedre parken med bl.a. kørende forlystelser. Svigtende besøgstal gjorde dog, at han to år efter solgte parken med et samlet tab på omkring 40 mio. kr.
Forchhammer var fra 1998 investor og partner i rejsebureauet Sunny Tours og senere EuroPas, der begge gik konkurs i 2003.
Han var også storaktionær i Nordicom og Land & Leisure og siden tillige en af hovedkræfterne bag udviklingen af rigmandsbanken Capinordic. Han havde en større aktiepost, som han solgte kort inden, at banken gik konkurs i forbindelse med finanskrisen. Derudover har han investeret i vindmølleaktier – såsom Greentech Energy Systems.
En stor del af Forchhammers aktivitet sker gennem investeringsselskabet Synerco, herunder Chili Group, Deadline Games, Comendo A/S og C-Brain.
Chili Group blev solgt til Aller Press for "et pænt tocifret millionbeløb", først delvist i 2006, siden fuldt i 2008.
Forchhammer deltog i 2007 i E*TRADE Banks aktieinvesteringsprojekt "Den gode portefølje". Peter Forchhammer sluttede med et afkast på omkring 54.000 kr., og vandt dermed konkurrencen. Pengene donerede han til Hepatitisforeningen.
Firmaet Synerco kom i økonomiske vanskeligheder i 2008,
og i 2009 gik Forchhammer personlig konkurs,
Ekstra Bladet indgik i 1998 et forlig med Peter Forchhammer om at avisen skulle betale 25.000 kroner hver gang hans navn blev nævnt i avisen.
I 2012 var dette forlig baggrund for en retssag.